# It's Got Me Again!
It's Got Me Again! er en amerikansk animeret kortfilm fra 1932. Det var en af de første film der blev udgivet i brandet Merrie Melodies, og var den første der blev nomineret til en Oscar for bedste korte animationsfilm i 1932.
Titlen refererer til sangen "It's Got Me Again!" (komponeret af Bernice Petkere tekst af Irving Caesar) som spiller under tegnefilmen.

## Handling
Tegnefilmen viser en stamme af mus, der bevæger sig og danser rundt i et værksted der laver instrumenter, mens sangen It's Got Me Again! spiller på en støvet grammofon. Da en sulten kat dukker op og prøver at spise musene, lykkedes det de fleste at stikke af, men en mus er fanget. Han bliver dog ikke spist, fordi de andre mus angriber katten og redder deres kammerat.